# بنجامين بونزي
بنجامين بونزي (مواليد 9 يونيو 1996) هو لاعب تنس محترف فرنسي، أعلى تصنيف له في الفردي كان ال53 في مايو 2022.

## روابط خارجية
- بنجامين بونزي على موقع رابطة محترفي التنس (الإنجليزية)
- بنجامين بونزي على موقع الاتحاد الدولي لكرة المضرب (الإنجليزية)
- بنجامين بونزي على موقع كأس ديفيز (الإنجليزية)
- بنجامين بونزي على موقع خلاصة التنس.كوم (الإنجليزية)
- بنجامين بونزي على موقع إي إس بي إن.كوم (الإنجليزية)